# Villandraut
Villandraut település Franciaországban, Gironde megyében. Lakosainak száma 1140 fő (2022. január 1.). Villandraut Noaillan, Balizac, Préchac, Saint-Léger-de-Balson és Uzeste községekkel határos.

## Népesség
A település népessége az elmúlt években az alábbi módon változott:
| Lakosok száma | 940  | 914  | 777  | 900  | 994  | 1012 | 1059 | 1120 | 1125 | 1140 |
|               | 1968 | 1982 | 1990 | 2006 | 2013 | 2015 | 2017 | 2019 | 2020 | 2022 |